# Panhard & Levassor Type X38
Der Panhard & Levassor Type X38 war ein Pkw-Modell von 1921, das bis 1930 gebaut wurde. Hersteller war Panhard & Levassor in Frankreich.

## Beschreibung
Der Motor des Panhard & Levassor Type X38 war ein Achtzylinder mit 6355 cm³ Hubraum (85 mm Bohrung, 140 mm Hub) mit der Motorbezeichnung SK8E. Die Zündfolge des Achtzylindermotors war 1,5,3,7,4,8,2,6. Der Ölinhalt des Motors betrug 18 Liter. Davon befanden sich 4 Liter in der Ölwanne und die weiteren 14 Liter wie bei einer Trockensumpfschmierung in einem Ölbehälter. Der Motor war nach dem Prinzip von Knight aufgebaut, also mit Schiebern statt Ventilen, und hatte einen besonders ruhigen Lauf. Das Getriebe hatte vier Gänge. Der Tacho des Wagens reichte bis Tempo 180 km/h.
Wie die meisten Fahrzeuge dieser Zeit hatte der 35 CV ein Fahrgestell, auf das die Karosserie aufgesetzt war, Frontmotor, Kardanwelle und Hinterradantrieb. Das Chassis gab es in der X38-Ausführung und ab 1925 in der X42- und in der X54-Variante. Der Radstand des X38-Chassis-betrug 3770 mm. Bei den Chassis X42 und X54 gab es noch einen zweiten Radstand von 3820 mm.
Bekannt sind Aufbauten von Weymann, der die meisten Panhard & Levassor Type X38 karossierte. Die Weymann-Karosserien boten Platz für 6 bis 7 Passagiere.
Ein speziell für Rennen und Hochgeschwindigkeitsrekorde präpariertes Fahrzeug mit einer aerodynamisch günstig gestalteten Karosserie erzielte auf der Rennstrecke Autodrome de Linas-Montlhéry etliche neue Rekorde. Dabei erreichte das Fahrzeug eine Geschwindigkeit von 201,7 km/h.

## Produktionszahlen Type X38
Gesamtproduktion 242 Fahrzeuge von 1921 bis 1931
|         | Jahr | 1921 | 1922 | 1923 | 1924 | 1925 | 1926 | 1927 | 1928 | 1929 | 1930 | Summe |
| ------- | ---- | ---- | ---- | ---- | ---- | ---- | ---- | ---- | ---- | ---- | ---- | ----- |
| X38     |      | 1    | 34   | 36   | 32   |      |      |      |      |      |      | 103   |
| X42/X54 |      |      |      |      |      | 30   | 46   | 25   | 22   | 14   | 2    | 139   |
| Summe   |      | 1    | 34   | 36   | 32   | 30   | 46   | 25   | 22   | 14   | 2    | 242   |